# Janusz Wojtusiak
Janusz R. Wojtusiak (21 de febrero de 1942 –2 de mayo de 2012) fue un entomólogo polaco e hijo del conocido biólogo polaco Romano Wojtusiak, profesor de la Universidad Jaquelónica.

## Vida personal
El hijo de Janusz Wojtusiak, también Janusz Wojtusiak, es un científico informático y miembro de la facultad de la Universidad George Mason en Virginia.

## Investigación
Presentó su Ph.D. tesis de 1971. Se refería a la morfología de la familia.Adelidae. 

## Honor
En 1994, recibió una nominación de profesor del Presidente de la República de Polonia, Lech Wałęsa.